# Bhāskara II
Pour les articles homonymes, voir Bhaskara.
Ne doit pas être confondu avec Bhāskara I.
Bhāskara II (1114-1185), aussi appelé  Bhāskarācārya (« Bhaskara le précepteur ») était un mathématicien indien. Il est né près de Vijjadavida, soit Bid ville du district de Bid, et fut à la tête de l'observatoire astronomique à Ujjain, continuant la tradition mathématique de Varahamihira et Brahmagupta.
Parmi les sujets travaillés, Bhāskara aurait déterminé le nombre de choix de p éléments parmi n.
Les problèmes mathématiques qu'il aborde sont parfois présentés sous forme poétique, notamment dans son traité Lilavati.

## Œuvres
- Lilavati, du nom de sa fille, traitant d'astronomie et composé sous forme de poèmes. Il y dresse l'horoscope de sa fille et établit le moment le plus propice à son mariage. En ce qui concerne davantage son apport aux mathématiques, ce traité expose la preuve par 9 pour vérifier les multiplications[6].
- Bijaganita, qui signifie « Calcul de la cause première » et traite d'algèbre.
- Siddhânta Śiromani (en) (1150), traité constitué de deux parties : Goladhyaya (sphère) et  Grahaganita (mathématiques à propos des planètes), « Siddhânta » étant un nom générique donné aux ouvrages scientifiques sanskrits. Dans cet ouvrage, Bhaskara aborde des tables de sinus et diverses relations trigonométriques[7].